# 1959 en chimie
Cet article présente les faits marquants de l'année 1959 en chimie.

## Évènements
- Premier recensement de la réaction de Ugi par Ivar Karl Ugi[1],[2],[3].

## Prix
- Prix Nobel de chimie : Jaroslav Heyrovsky pour la découverte et le développement de la méthode d'analyse polarographique[4].
- Prix Procter & Gamble : Floyd E. Bartell[5]
- Médaille Garvan-Olin : Dorothy Virginia Nightingale[6]
- Prix Ernest-Guenther : Frantisek Sorm[7]
- ACS Award in Pure Chemistry : Ernest Grunwald[8]
- Médaille Priestley : H. I. Schlesinger[9],[10]
- Médaille Davy : Robert Burns Woodward en reconnaissance de ses recherches remarquables en chimie organique et en particulier pour ses contributions à la structure et à la synthèse des produits naturels[11],[12].
- Claude S. Hudson Award in Carbohydrate Chemistry : W. Ward Pigman[13]
- Médaille William-H.-Nichols : Herbert C. Brown[14]

## Naissances
- 3 août : Koichi Tanaka, chimiste japonais, prix Nobel de chimie en 2002.

## Décès
- 28 janvier[15] : Henri Hérissey (né en 1873), chimiste et pharmacien français.
- 9 juin[16] : Adolf Windaus (né en 1876), chimiste allemand, prix Nobel de chimie en 1928[17].
- 18 novembre[18] : Paul Lebeau (né en 1868), chimiste et académicien des sciences français.